# Мейсон, Ричард
Ричард Мейсон (англ. Richard Mason, род. 4 января 1978 года в Йоханнесбурге, ЮАР) — англоязычный писатель.

## Биография
Родился Йоханнесбурге, Южная Африка. Переехал в Великобританию, когда ему было 10 лет. Первый роман выпустил, когда ему исполнилось 19.
За первый роман — The Drowning People — Мейсон получил премию Гринцане Кавур. Книга The Lighted Rooms вошла в «лонг-лист» Дублинской литературной премии за 2010 год.

### Издания на русском языке
- «Тонущие». Роман / Пер. с англ. Евгении Мениковой — М.: «Азбука», 2015. — 320 с. ISBN 978-5-389-02843-2[4]